# Гроші (Арджеш)
Гроші (рум. Groși) — село у повіті Арджеш в Румунії. Входить до складу комуни Бебана.
Село розташоване на відстані 121 км на північний захід від Бухареста, 14 км на захід від Пітешть, 92 км на північний схід від Крайови, 113 км на південний захід від Брашова.

## Населення
За даними перепису населення 2002 року у селі проживали 454 особи, усі — румуни. Усі жителі села рідною мовою назвали румунську.